# I Ketut Gedé
I Ketut Gedé est un peintre indonésien, actif de la fin du XIXe au début du  XXe siècle.

## Œuvres
Originaire du village de Singaraja sur l'île de Bali, I Ketut Gedé est surtout connu pour ses illustrations d'œuvres mythologiques hindoues telles que le Ramayana.
Il a réalisé de nombreuses peintures pour Herman Neubronner van der Tuuk (en) dans les années 1880 et 1890, puis à partir de 1905 pour W. O. J. Nieuwenkamp (en), qui le considérait comme le meilleur peintre classique de son époque.

Œuvres de I Ketut Gedé
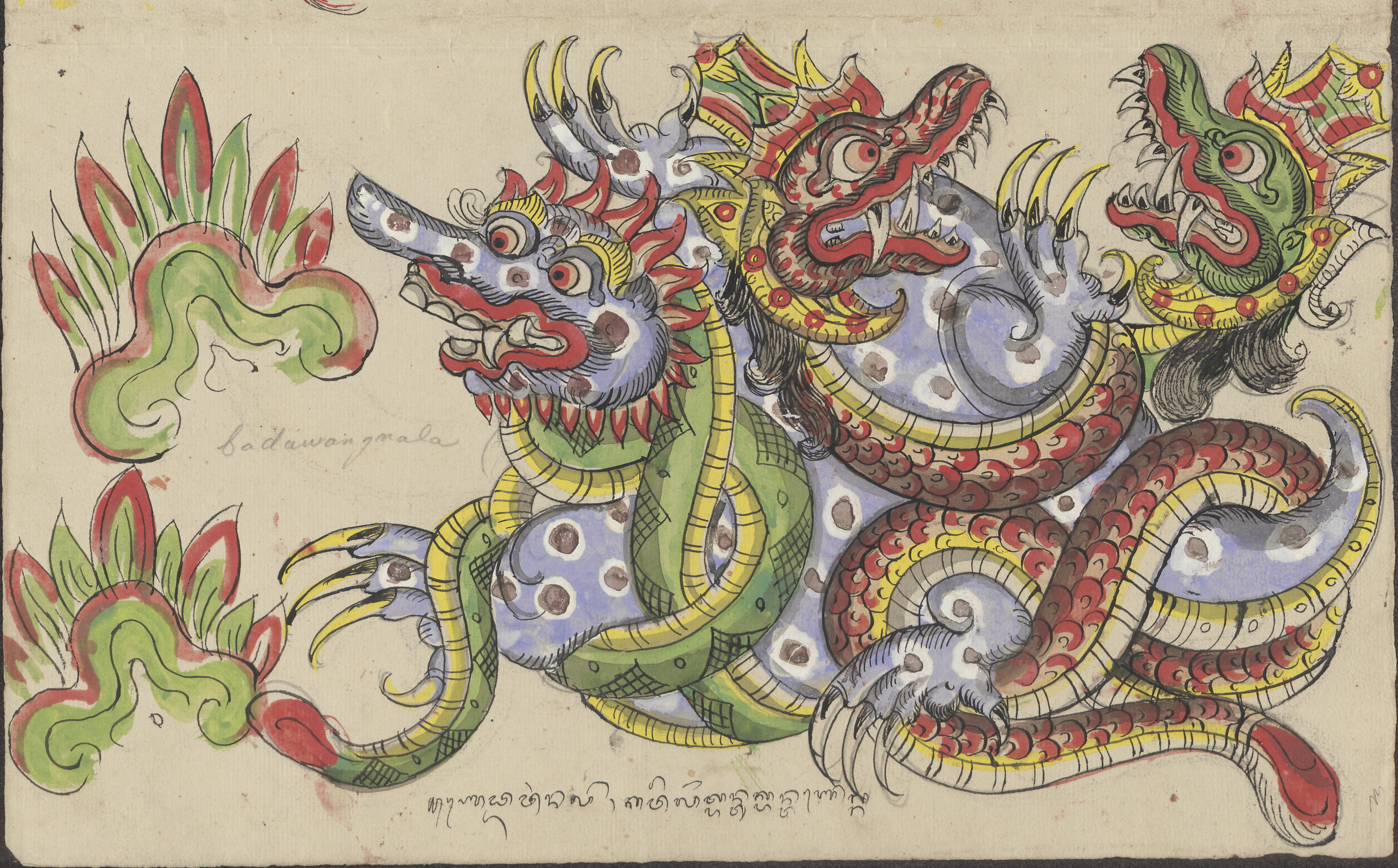
Bedawang Nala, la tortue mythique portant le monde, vers 1890, Leyde, Bibliothèque universitaire de Leyde.
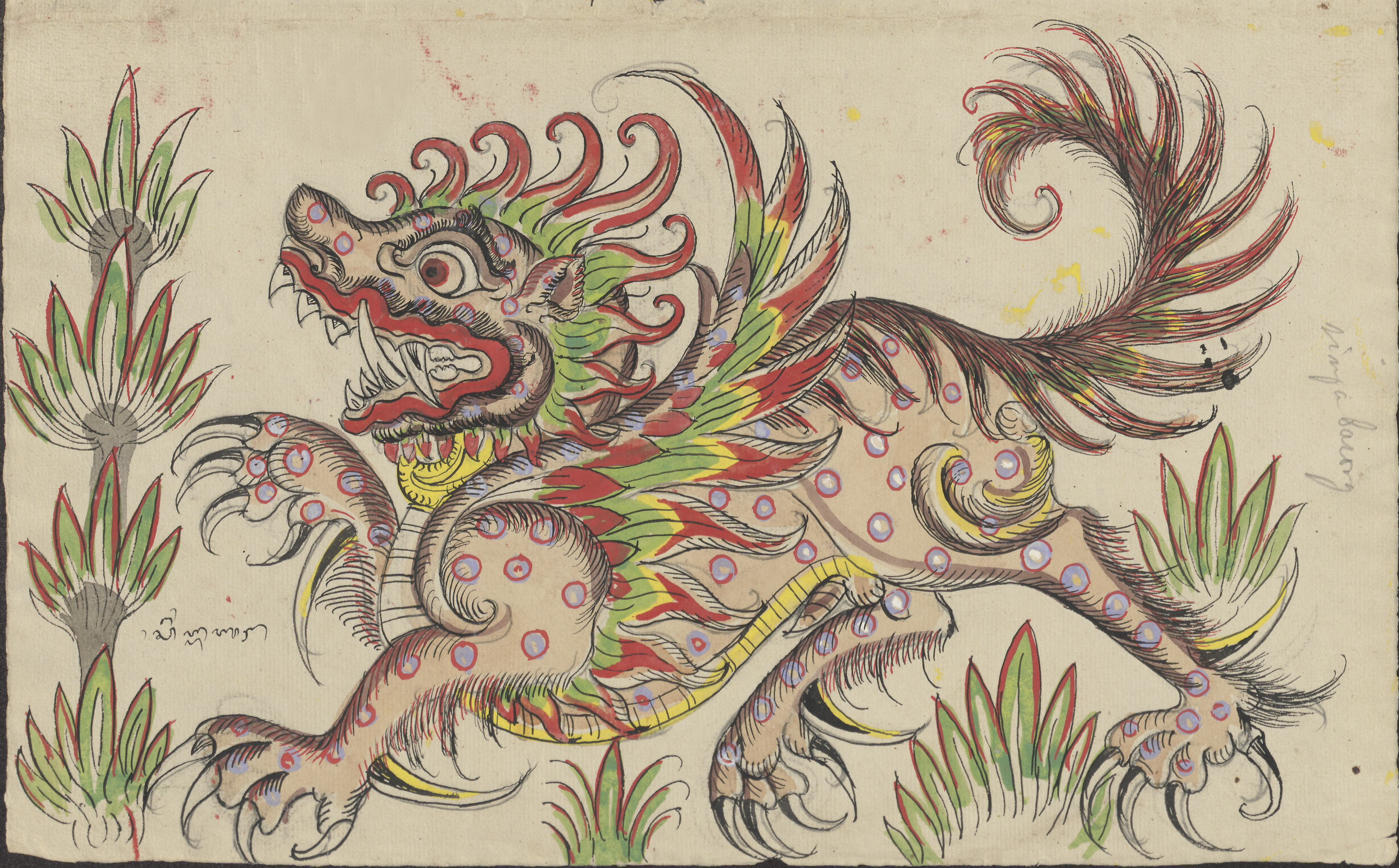
Singa Barwang, un lion ailé, vers 1890, Leyde, Bibliothèque universitaire de Leyde.
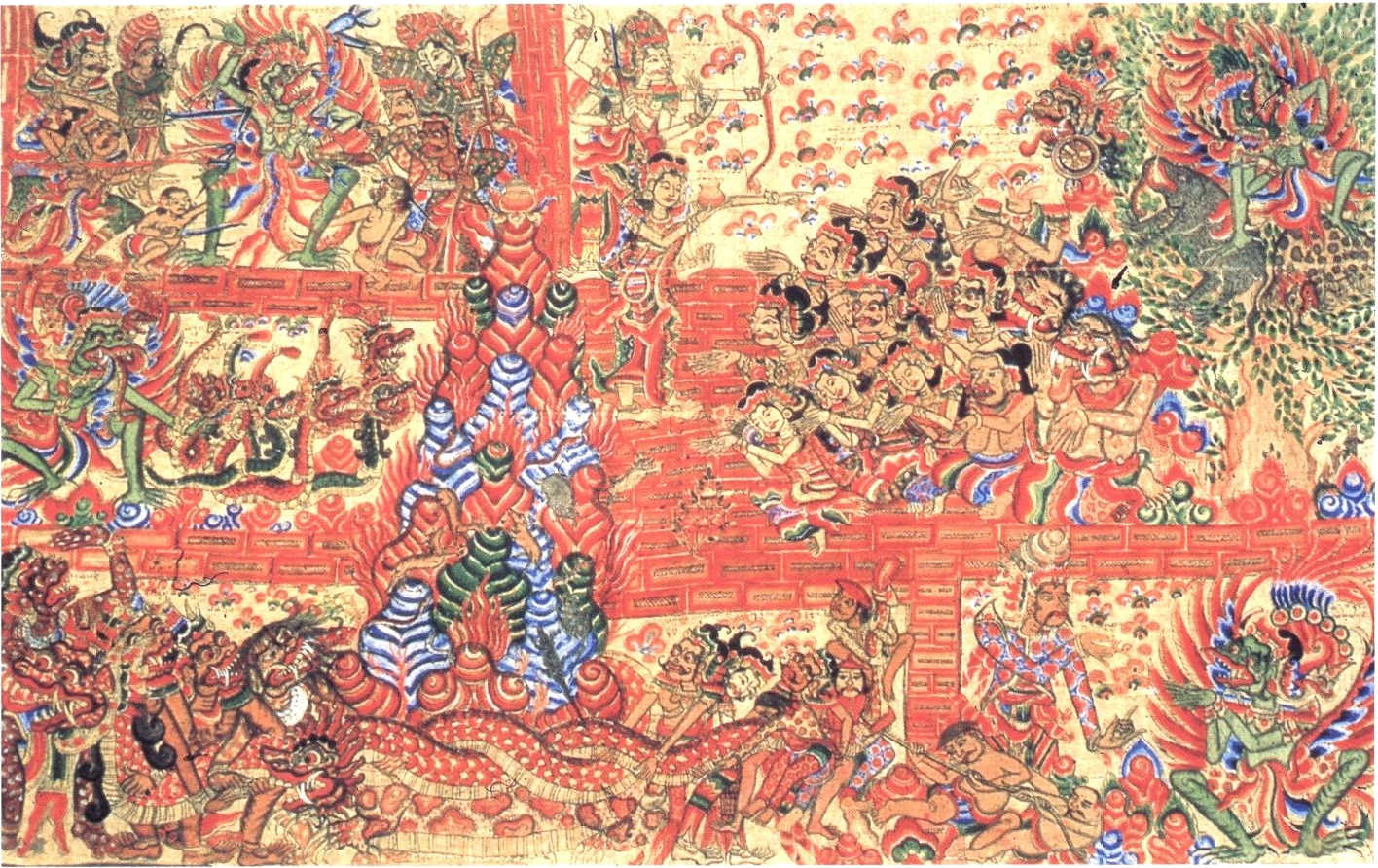
Scène de l'Adi Parva (en), le premier livre du Mahabharata, vers 1890, Rotterdam, Wereldmuseum.
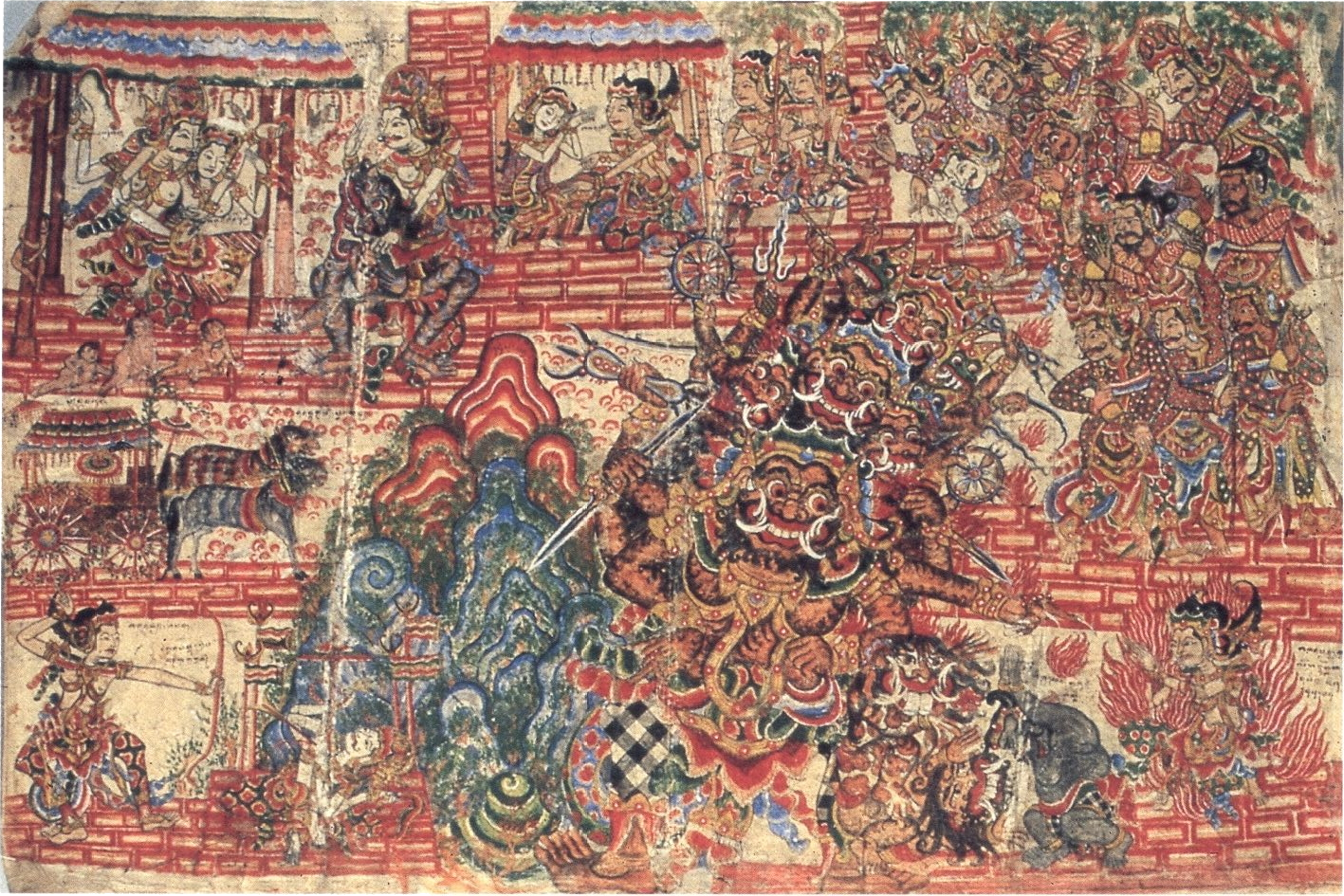
Scène du Smaradahana (en), poème en kawi, vers 1890, Rotterdam, Wereldmuseum.
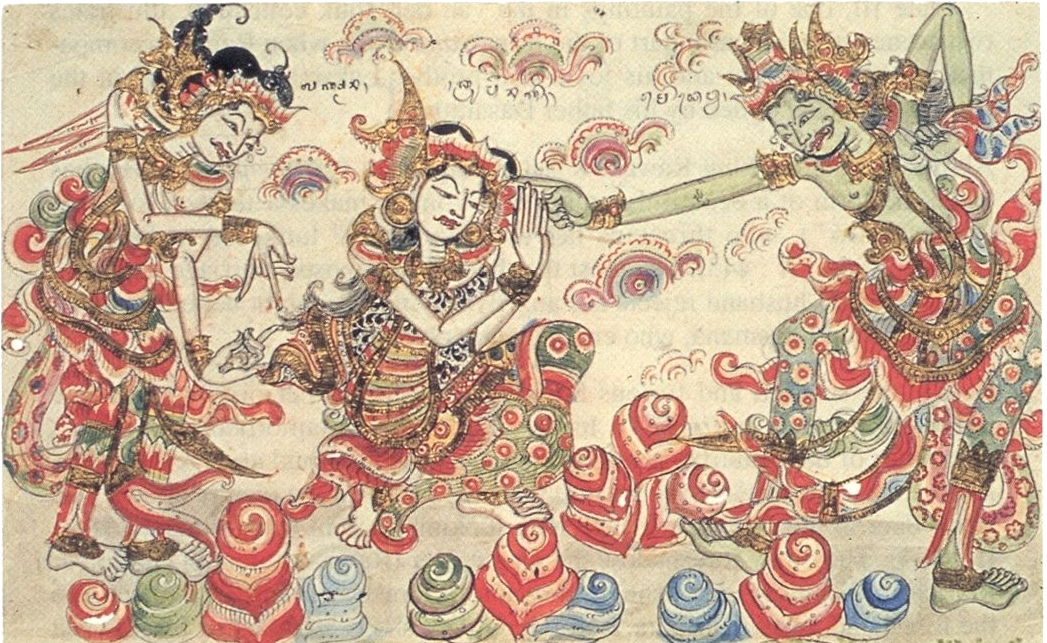
Scène du Ramayana, vers 1890, Leyde, Bibliothèque universitaire de Leyde.
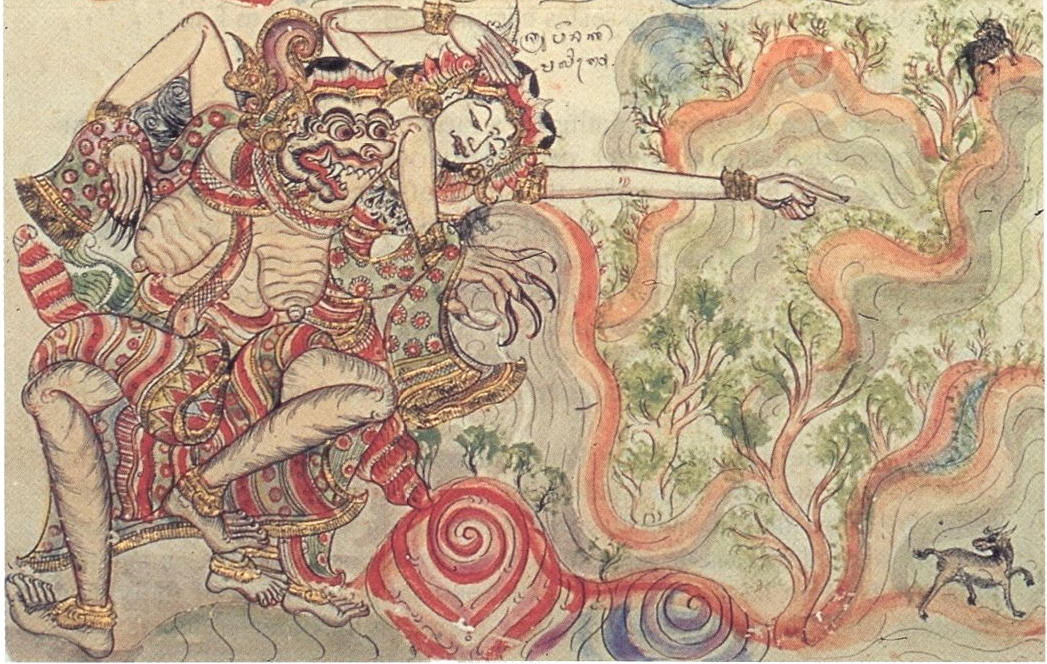
Scène du Ramayana, vers 1890, Leyde, Bibliothèque universitaire de Leyde.